# Jessica Harrison
Jessica Harrison (Sheffield, 27 de outubro de 1977) é uma triatleta profissional francesa. Nascido no reino unido, porém representa a França.

## Carreira

### Londres 2012
Jessica Harrison disputou os Jogos de Londres 2012, terminando em 9º lugar com o tempo de 2:01:22.